# Калинешти (Шербауци)
Калинешти (рум. Călinești) насеље је у Румунији у округу Сучава у општини Шербауци. Oпштина се налази на надморској висини од 369 m.

## Становништво
Према подацима из 2002. године у насељу је живело 1207 становника.

### Попис2002.
| Расподела становништва по националности 2002.‍ | Расподела становништва по националности 2002.‍ | Расподела становништва по националности 2002.‍ | Расподела становништва по националности 2002.‍ | Расподела становништва по националности 2002.‍ |
| --------------------------------------------- | --------------------------------------------- | --------------------------------------------- | --------------------------------------------- | --------------------------------------------- |
|                                               |                                               |                                               |                                               |                                               |
| Румуни                                        | Румуни                                        |                                               | 1.158                                         | 95,9%                                         |
| Украјинци                                     | Украјинци                                     |                                               | 49                                            | 4,1%                                          |